# Schizonycha debilis
Schizonycha debilis är en skalbaggsart som beskrevs av Hermann Burmeister 1855. Schizonycha debilis ingår i släktet Schizonycha och familjen Melolonthidae. Inga underarter finns listade i Catalogue of Life.